# Estación de Roggwil-Wynau
La estación de Roggwil-Wynau es una estación ferroviaria de la comuna suiza de Roggwil, en el Cantón de Berna.

## Historia y situación
La estación de Roggwil-Wynau fue inaugurada en el año 1857 se inauguró el tramo Herzogenbuchsee - Olten de la línea Berna - Olten por el Schweizerischen Centralbahn (SCB). En 1902 la compañía pasaría a ser absorbida por SBB-CFF-FFS.
Se encuentra ubicada a 1,5 km al noroeste del núcleo urbano de Roggwil, aunque también presta servicio a la comuna de Wynau, situada al norte de la estación. Cuenta con dos andenes laterales a los que acceden dos vías pasantes.
En términos ferroviarios, la estación se sitúa en la línea Berna - Olten. Sus dependencias ferroviarias colaterales son la estación de Langenthal hacia Berna y la estación de Murgenthal en dirección Olten.

## Servicios ferroviarios
Los servicios ferroviarios de esta estación están prestados por SBB-CFF-FFS.

### S-Bahn Argovia
En la estación efectúan parada trenes de dos líneas de la red S-Bahn Argovia:
- S 23 Langenthal – Olten – Aarau – Lenzburg – Brugg – Baden
- S 29 (Langenthal – Olten –) Aarau – Wildegg – Brugg – Turgi.